# Hu Nim
Hu Nim (khmerül: ហូ នឹម; Kampongtyam tartomány, 1932. július 25. – Phnompen, 1977. július 6.), forradalmi álnevén Phoas (ភាស់) Vörös Khmer értelmiségi és politikus volt, aki számos minisztériumi tárcát birtokolt. Hosszú politikai pályája során sok helyen politizált: képviselője volt Norodom Szihanuk herceg kormányának, majd a kommunista gerilláknak, a Kambodzsai Nemzeti Egység Királyi Kormányának és a Demokratikus Kambodzsának is.
Hu Nim a Vörös Khmer egyik legfüggetlenebb elméjű és legőszintébb tagjaként szerzett hírnevet. 1977-ben végül letartóztatták, megkínozták és kivégezték a Tuol Szlengben, belső tisztogatás során.